# Bunostigma singularis
Bunostigma singularis is een hooiwagen uit de familie Gonyleptidae. De wetenschappelijke naam van Bunostigma singularis gaat terug op Mello-Leitão.